# Joseph Needham
Noel Joseph Terence Montgomery Needham (9. prosince 1900 Londýn – 24. března 1995 Cambridge) byl britský biochemik, historik a sinolog.
Proslavil se průkopnickými pracemi o starověké čínské vědě, která k překvapení evropských čtenářů mnohdy předběhla vědu západní. Nejznámější je monumentální několikadílná práce Science and Civilisation in China. Známá je též tzv. “Needhamova otázka”: Proč Čína nakonec zaostala v průmyslovém a vědním rozvoji za Evropou, ačkoli měla zpočátku náskok? Podle Needhama to způsobil vliv konfucianismu a taoismu, který vyžadoval harmonický postupný vývoj (homeostatický) a odmítal revoluční skoky, naopak Needham odmítal, že by brzdou mohlo být složité čínské písmo.